# Joe Medicine Crow
Joseph Medicine Crow-High Bird (Lodge Grass, 27 ottobre 1913 – Billings, 3 aprile 2016) è stato uno storico statunitense.

## Biografia
È stato un importante autore e memoria storica della nazione Crow di Nativi americani, in particolare riguardo alla battaglia di Little Bighorn. Ha ricevuto onori e ricompense come la Medaglia presidenziale della libertà, la Bronze Star Medal e la Legion d'Onore. Morì nel 2016 a 102 anni.